# Kyuss/Queens of the Stone Age
Kyuss/Queens of the Stone Age is een splitalbum tussen Queens of the Stone Age en Kyuss. Het is tevens een compilatiealbum omdat 5 van de 6 nummers voordien reeds werden uitgebracht.
Op de ep staan drie nummers van de Gamma Ray-sessies (wat later Queens of the Stone Age werd) en drie nummers van Kyuss die ze in 1995 hadden opgenomen voordat de band uiteenviel.

## Tracklist
tracklist
Kyuss
| nr. | titel                                    | muziek        | duur |
| --- | ---------------------------------------- | ------------- | ---- |
| 1   | Into the Void                            | Black Sabbath | 8:00 |
| 2   | Fatso Forgotso                           | Scott Reeder  | 8:33 |
| 3   | Fatso Forgotso Phase II (Flip the Phase) | Josh Homme    | 2:17 |

tracklist
Queens of the Stone Age
| nr. | titel                   | muziek     | duur |
| --- | ----------------------- | ---------- | ---- |
| 1   | If Only Everything      | Josh Homme | 3:32 |
| 2   | Born to Hula            | Josh Homme | 5:05 |
| 3   | Spiders and Vinegaroons | Josh Homme | 6:24 |

## Uitvoerende musici
Kyuss
- Scott Reeder (basgitaar)
- Alfredo Hernández (drum)
- Josh Homme (gitaar)
- John Garcia (zang)

Queens of the Stone Age
- Josh Homme (zang en gitaar)
- Vic The Stick (drum)
- John Garcia (achtergrondzang) op "Born to Hula"
- Van Conner (basgitaar) op "If Only Everything"